# Fanø
Fanø is een waddeneiland en gemeente in de Deense regio Zuid-Denemarken (Syddanmark) en telt 3.357 inwoners (2024). 

## Plaatsen op het eiland

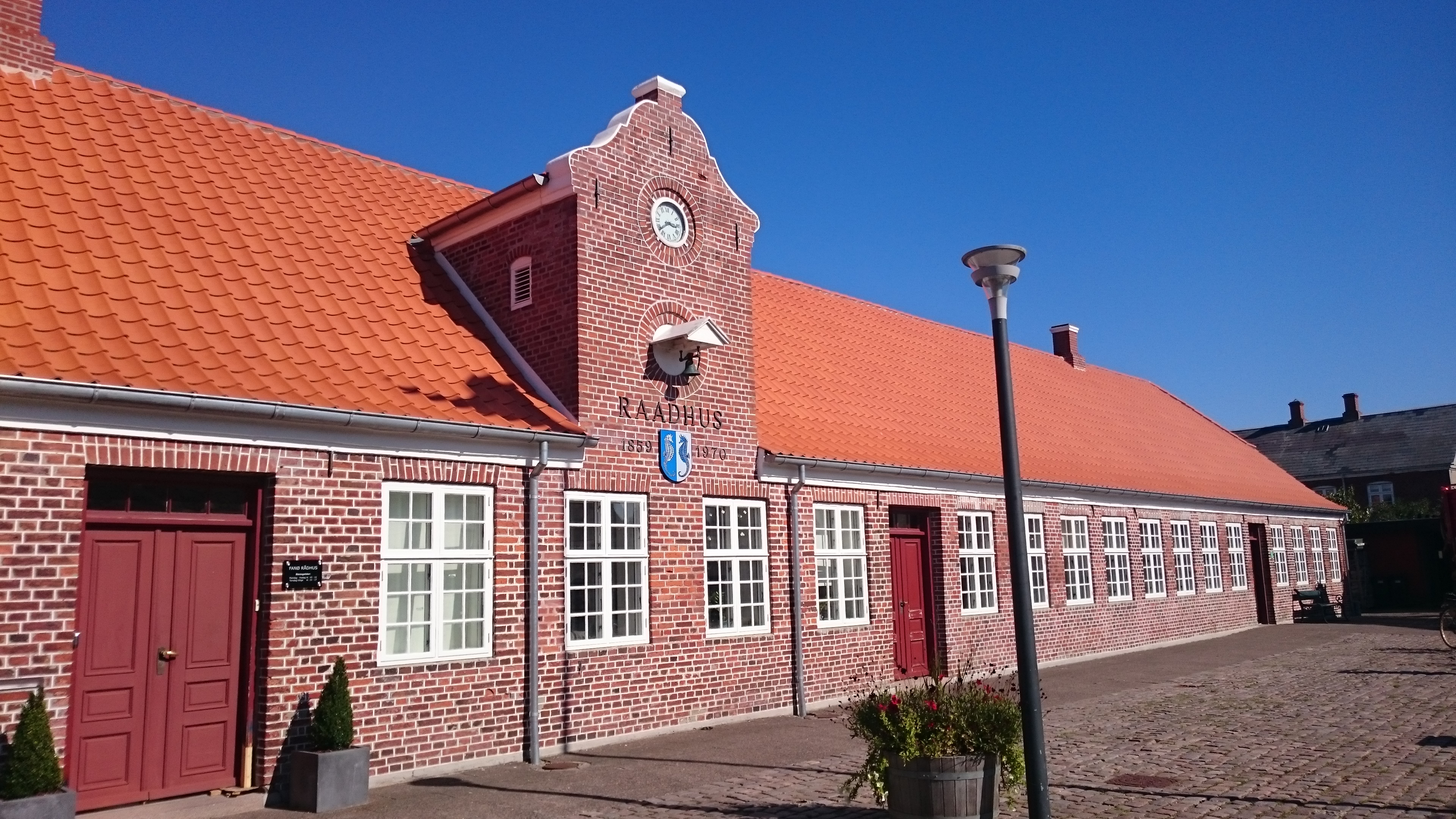
Gemeentehuis

De hoofdplaats is Nordby, met 2.689 inwoners (2024; bron: Danmarks Statistik/Statistikbanken). 
Andere plaatsen zijn:
- Sønderho (291 inwoners), helemaal in het zuiden van het eiland
- Fanø Vesterhavsbad of Fanø Bad, een badplaats aan het Noordzeestrand; Fanø Bad ligt ruim 2 km ten zuidwesten van Nordby; het bestaat vooral uit strandhotels in uiteenlopende prijsklassen; op het strand hier vinden 's zomers de meeste toeristische evenementen plaats.
- Rindby, een gehucht met veel vakantiehuisjes, dat 2 km ten zuiden van Nordby ligt.

Fanø werd bij de herindeling van 2007 niet samengevoegd, maar bleef een zelfstandige gemeente. Wel werd het een soort éénheidsgemeente: administratief bestaat alleen de gemeente Fanø.

## Geografie, infrastructuur
Fanø is het meest noordelijk gelegen van alle Waddeneilanden. Het eiland ligt tussen het Waddeneiland Mandø en het schiereiland Skallingen. Hemelsbreed liggen Nordby en Esbjerg 3 à 5 km van elkaar verwijderd. Het eilandoppervlak is ongeveer 56 km².
Vanuit Esbjerg, ten noordoosten van Nordby, kan het eiland per veerpont worden bereikt. De belangrijkste weg op het eiland, die Nordby en Sønderho met elkaar verbindt, is ongeveer 10 km lang en heet in Nordby Postvejen en in Sønderho Landesvejen.
Het is op Fanø (evenals op Rømø) toegestaan, om per auto, motor e.d. over het strand te rijden en er motorvoertuigen te parkeren.

## Geschiedenis, economie

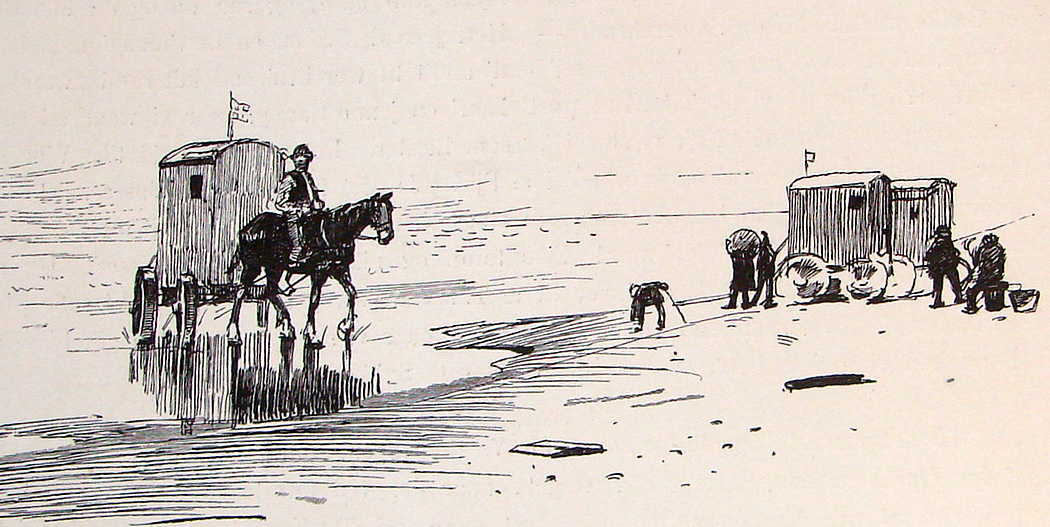
Badkoets eind 19e eeuw, tekening door Erik Henningsen
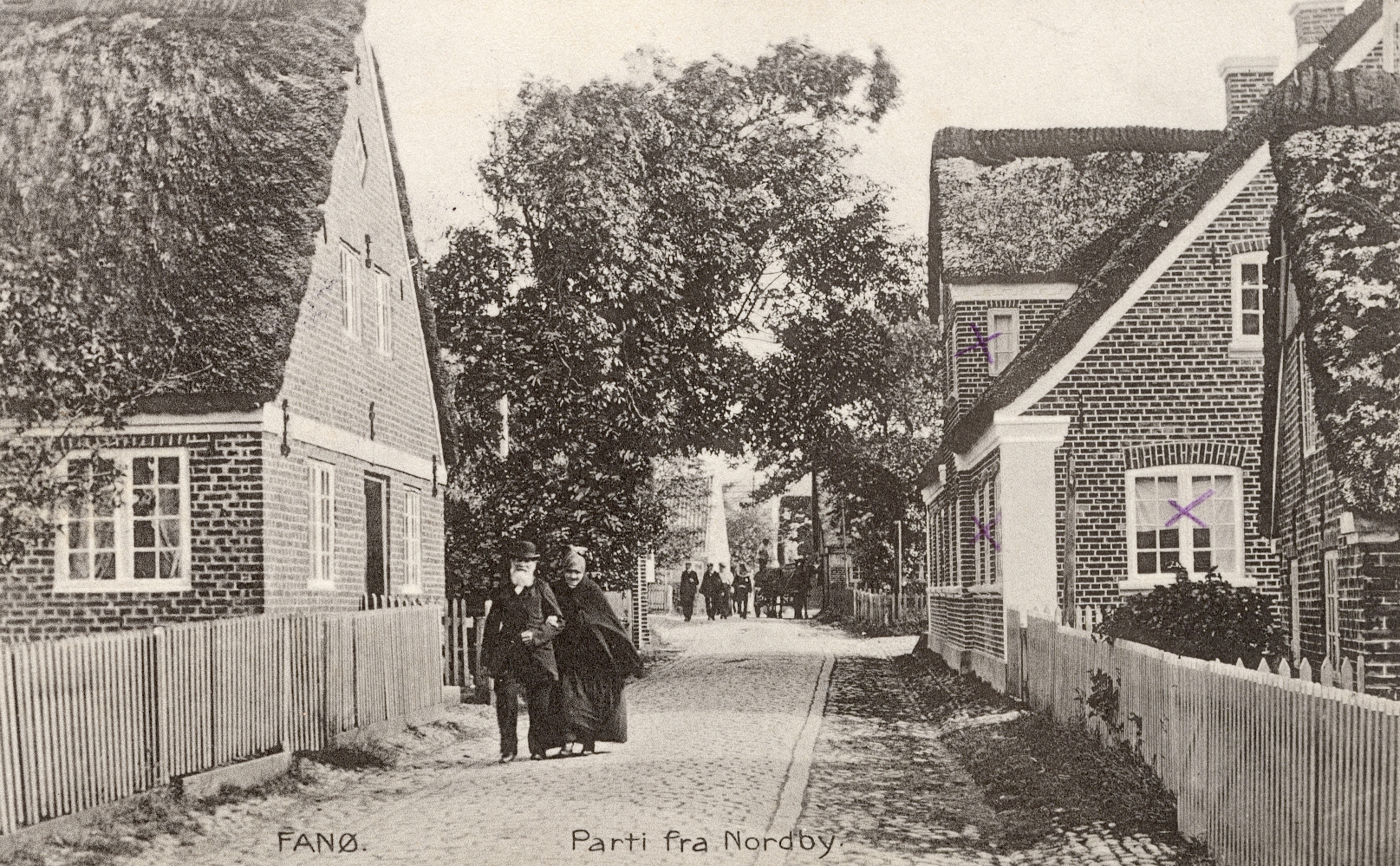
Nordby in 1908
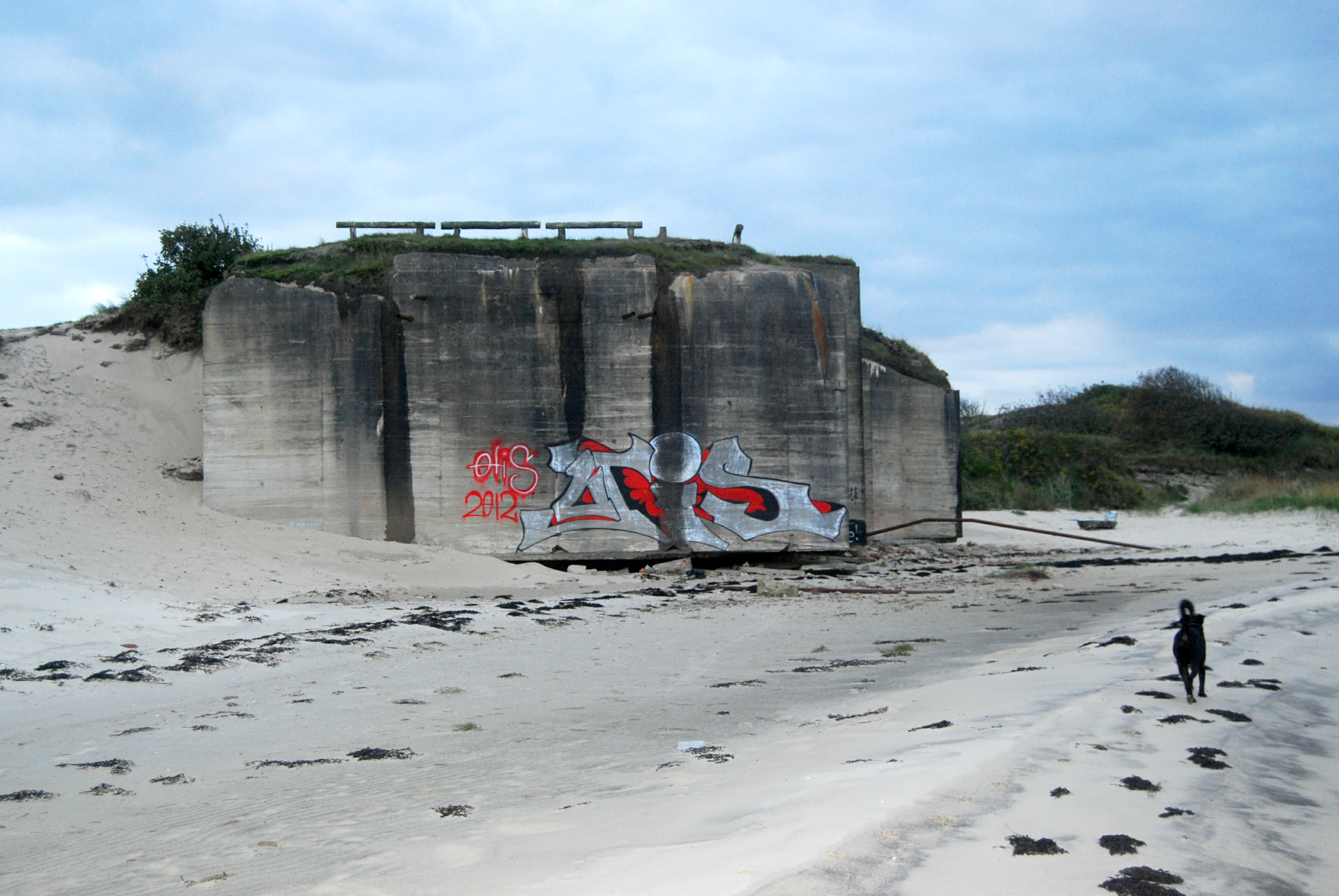
Duitse bunker uit WO II

Fanø bestaat als eiland vermoedelijk pas sedert omstreeks 1000. Het was voordien een onbewoonde zandbank.  Tot op de huidige dag groeit het eiland, doordat zeestromingen aan de westkant zand doen aanspoelen. Men zegt wel, waarschijnlijk niet geheel onterecht, dat Fanø van de Noordzee het zand krijgt, dat Blanke Hans afneemt van het zuidelijker gelegen eiland Sylt.  Tot aan de 17e eeuw was het een eiland met een kleine bevolking. Pas aan het begin van de 18e eeuw was het genoeg gegroeid om een toenemende, ook van de visserij,  het incidenteel op het strand verzamelen van barnsteen en van strandjutten levende, bevolking te kunnen huisvesten; er was ook enig karig akkerland ontstaan.
De oudste vermelding van Fanø, in het Grondboek van Waldemar of Liber Census Daniae, Deens: Kong Valdemars Jordbog, dateert van 1231.
In 1741 slaagden de inwoners van Mandø en Fanø erin, hun eilanden te kopen van koning Christiaan VI, en verwierven zodoende zelf allerlei privileges. Hiertoe behoorde het recht op eigen scheepsbouw. Tot circa 1910 waren Nordby en Sønderho plaatsen met niet onbelangrijke scheepswerven. Daarna verzandde de haven van Sønderho, en de industrie verplaatste zich naar Esbjerg, dat ook het voordeel van een goede spoorwegverbinding had.
Een probleem, waarmee de eilanders permanent te kampen hebben, is stuifzand. Ter bestrijding hiervan zijn in de 19e eeuw, met name vanaf 1892, kunstmatig stukken bos aangeplant en kunstmatige duinen opgeworpen. Deze Klit Plantage (duinplantage) heeft zich daarna tot een veelzijdig natuurgebied ontwikkeld. 
Op Fanø komen veel verschillende soorten eenden voor. In 1866 kwam men op het idee, deze te bejagen door ze in eendenkooien te vangen.  Van 1866 tot 1888 was eendenvlees een waardevolle aanvulling op het menu van de eilanders; het vlees werd ook voor goede prijzen naar elders verhandeld. Deze jachtmethode werd in Denemarken in 1931 verboden. Van de vier eendenkooien (anders dan in Nederland, met 5 of 6, in plaats van 4 vangpijpen), zijn er drie gedeeltelijk bewaard gebleven.  
De stormvloed van 1825 kostte veertig zeelieden uit Sonderhø het leven.
Op 28 augustus 1934 vond op het eiland een internationaal evangelisch-luthers jeugdcongres plaats. De bekende Duitse theoloog Dietrich Bonhoeffer hield er die dag een toespraak.
In de Tweede Wereldoorlog was Fanø door de Duitsers bezet. Die bouwden er een aantal bunkers voor de Atlantikwall. Daarvan zijn er enkele bewaard gebleven.
Sedert het eind van de 19e eeuw is het toerisme economisch steeds belangrijker geworden, en het is op Fanø verreweg de belangrijkste bron van inkomsten.

## Bezienswaardigheden, toerisme
- De evangelisch-lutherse kerken van zowel Nordby  als Sønderho dateren uit de 18e eeuw en hebben een bezienswaardig interieur.
- De dorpen Nordby en Sønderho zijn rijk aan oude, met name in laatstgenoemd dorp rietgedekte, huizen, waaronder een aantal 18e- en 19e-eeuwse kapiteinshuizen.
- Natuurliefhebbers kunnen op duin- en strandwandelingen, vooral langs de oostkust, talrijke vogels observeren, waaronder verscheidene beschermde soorten. De drie voormalige eendenkooien op het eiland zijn ten dele gereconstrueerd. Er worden door biologen en hun assistenten weer eenden gevangen, maar uitsluitend om de dieren te kunnen ringen en bestuderen.
- Strandtoerisme op het 10 km lange en in het noorden wel een kilometer brede strand, aan de westkust
- Jaarlijks Vliegerfestival (Dragefestival) op het strand bij Fanø Bad, in juni
- Het Kunstmuseum Fanø te Sønderho, geopend in 1992, toont vooral 19e- en 20e-eeuwse beeldende kunst, waarvan de makers op een of andere wijze een relatie tot het eiland hadden (bijv. afstamming, langdurig verblijf e.d.)
- Fanø beschikt over een golfterrein, een van de oudste van Denemarken.

## Afbeeldingen

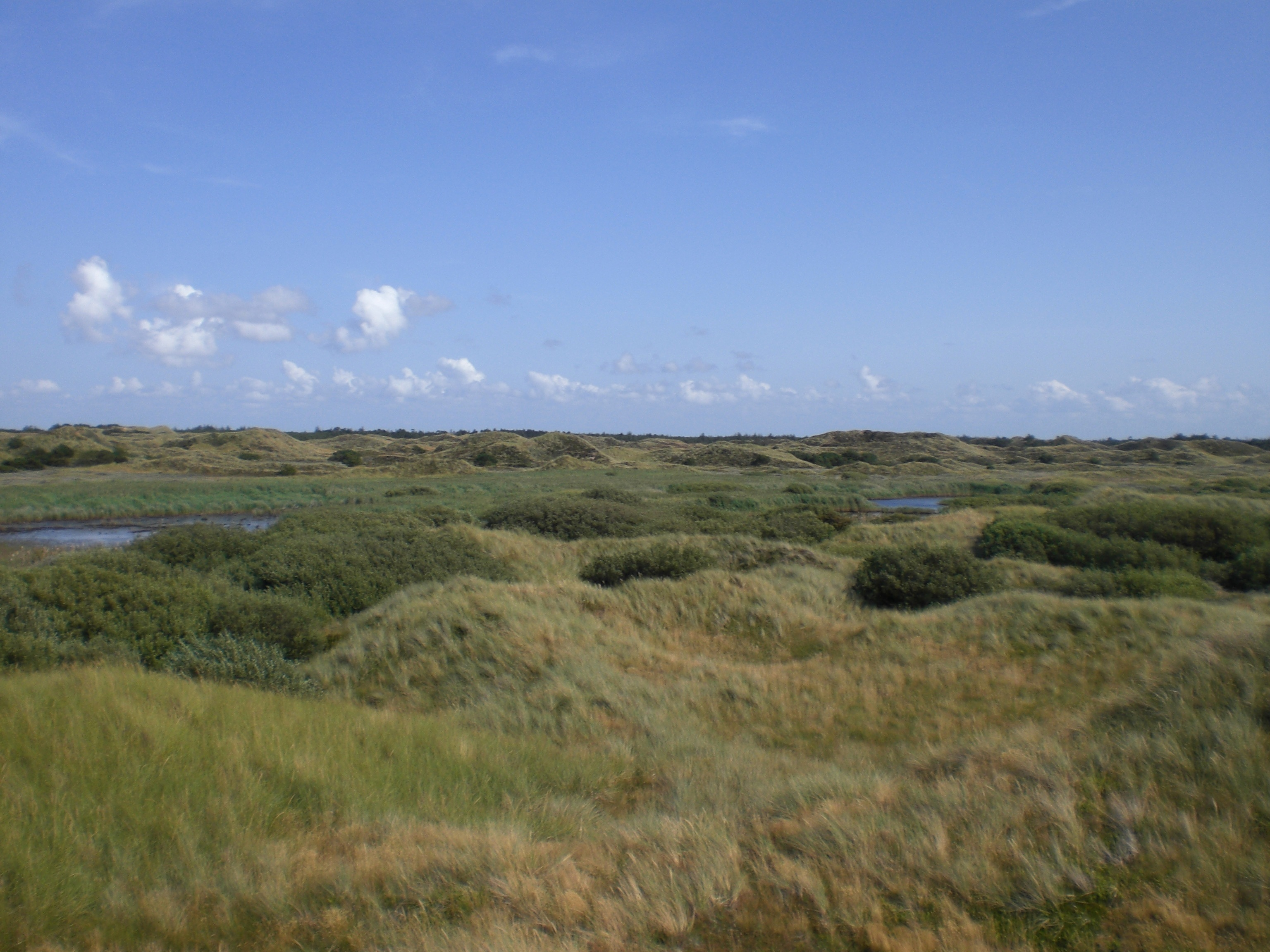
Duinlandschap op Fanø
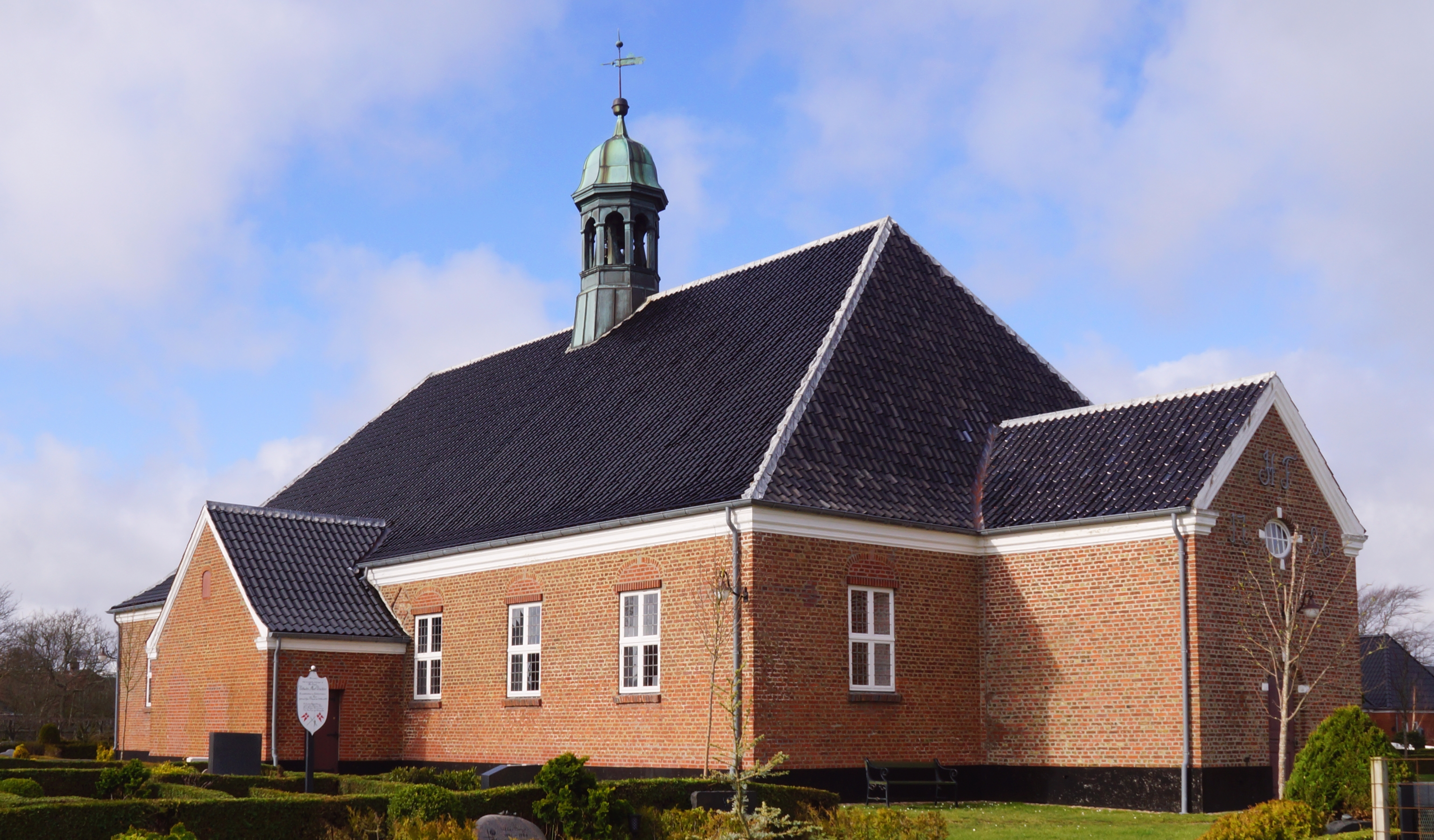
Evang.-lutherse kerk (1786) te Nordby
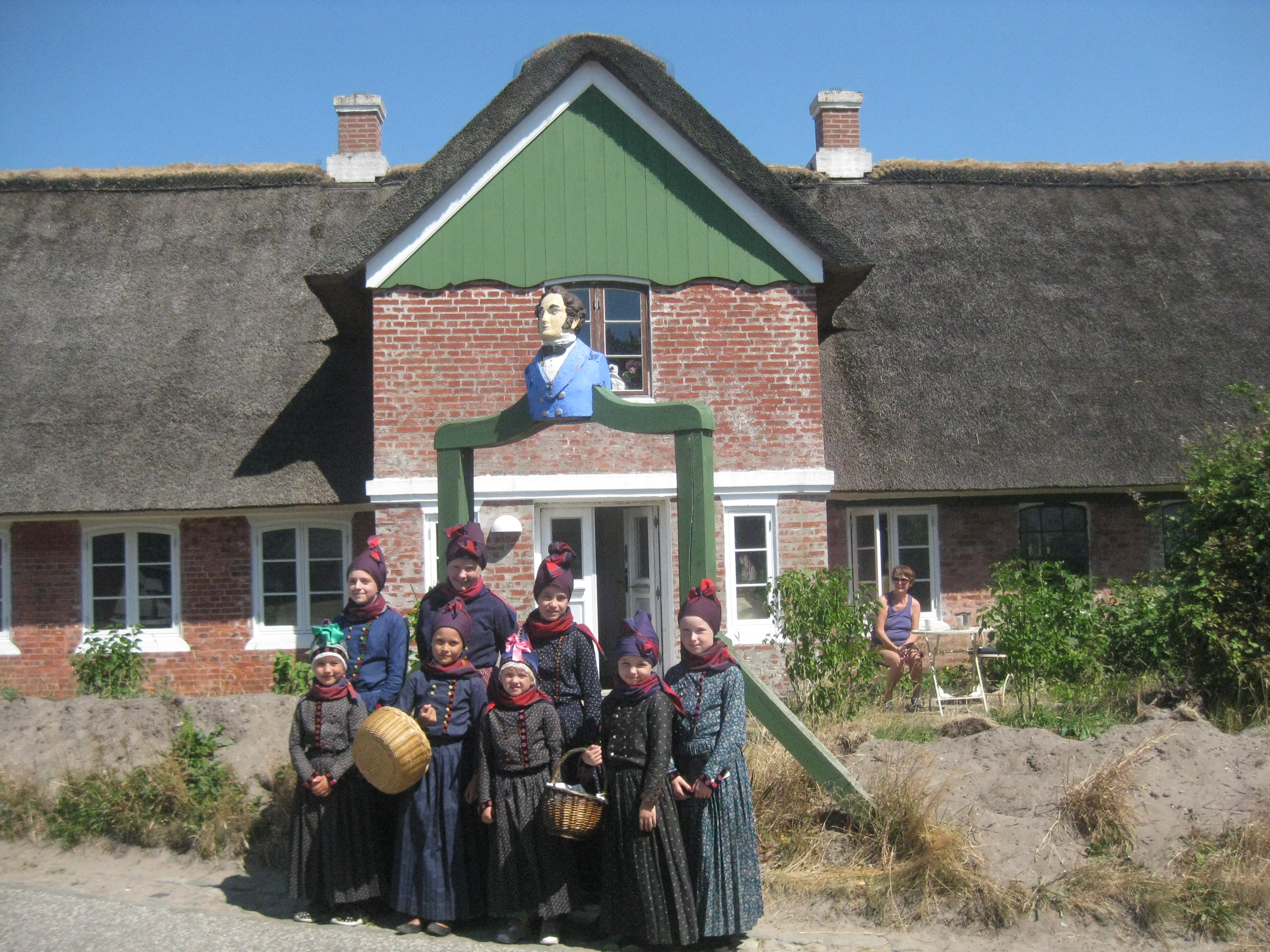
Kinderen uit Sønderho in oude klederdracht, vóór een kapiteinshuis met bijzondere toegangspoort
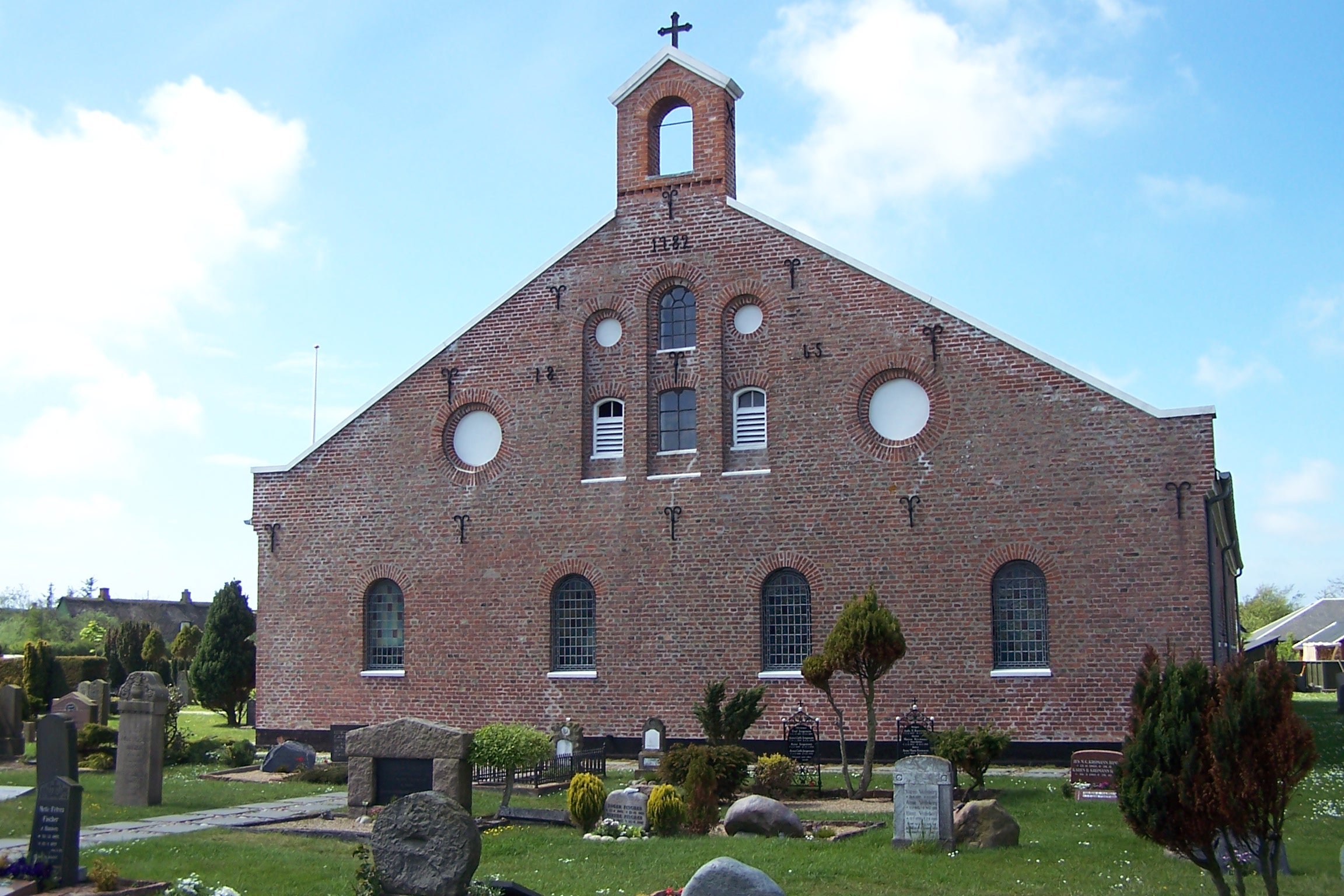
Evang.-lutherse kerk (1782; ingrijpend verbouwd 1863-65) te Sønderho
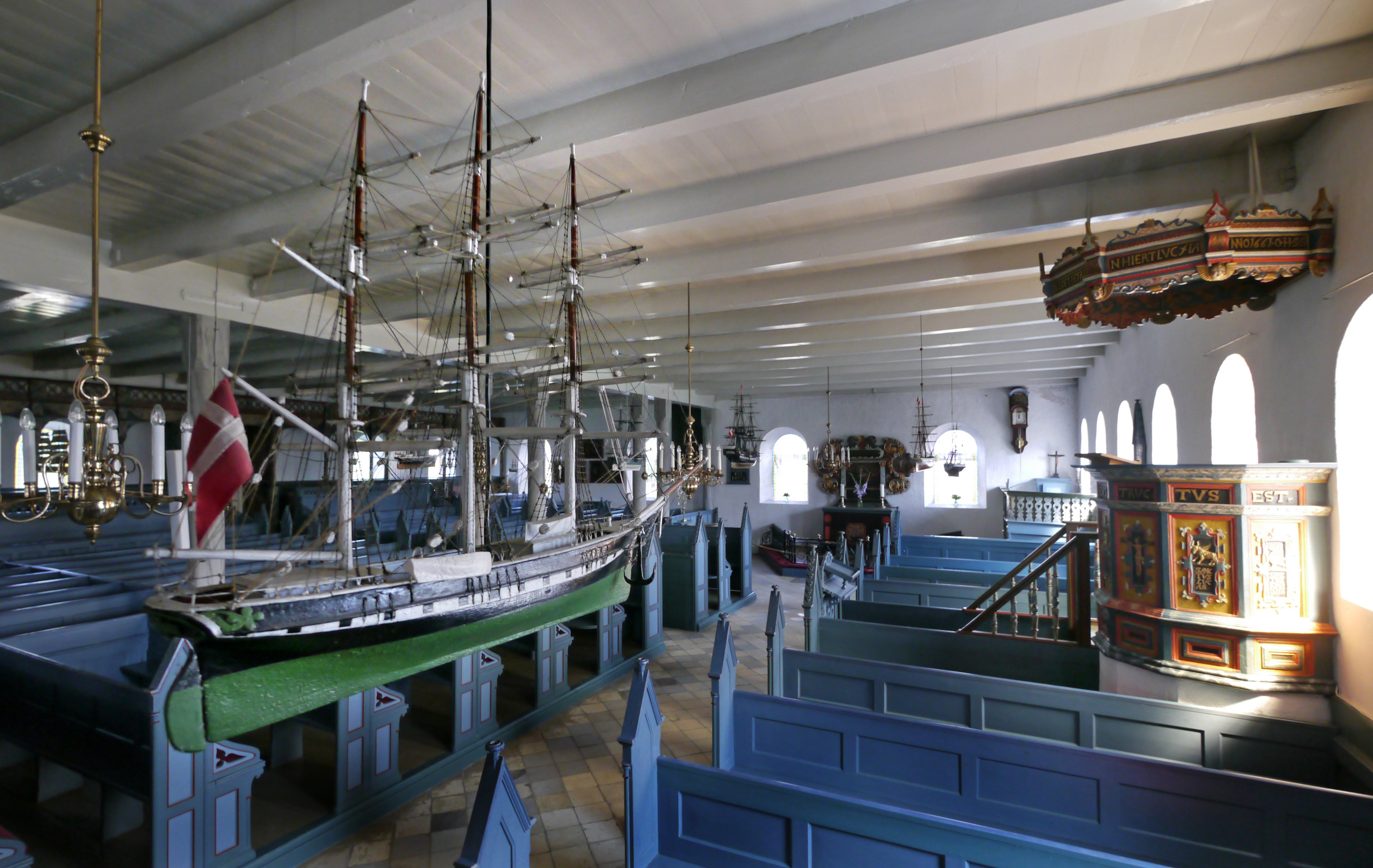
Interieur, met scheepsmodellen, van dit kerkgebouw
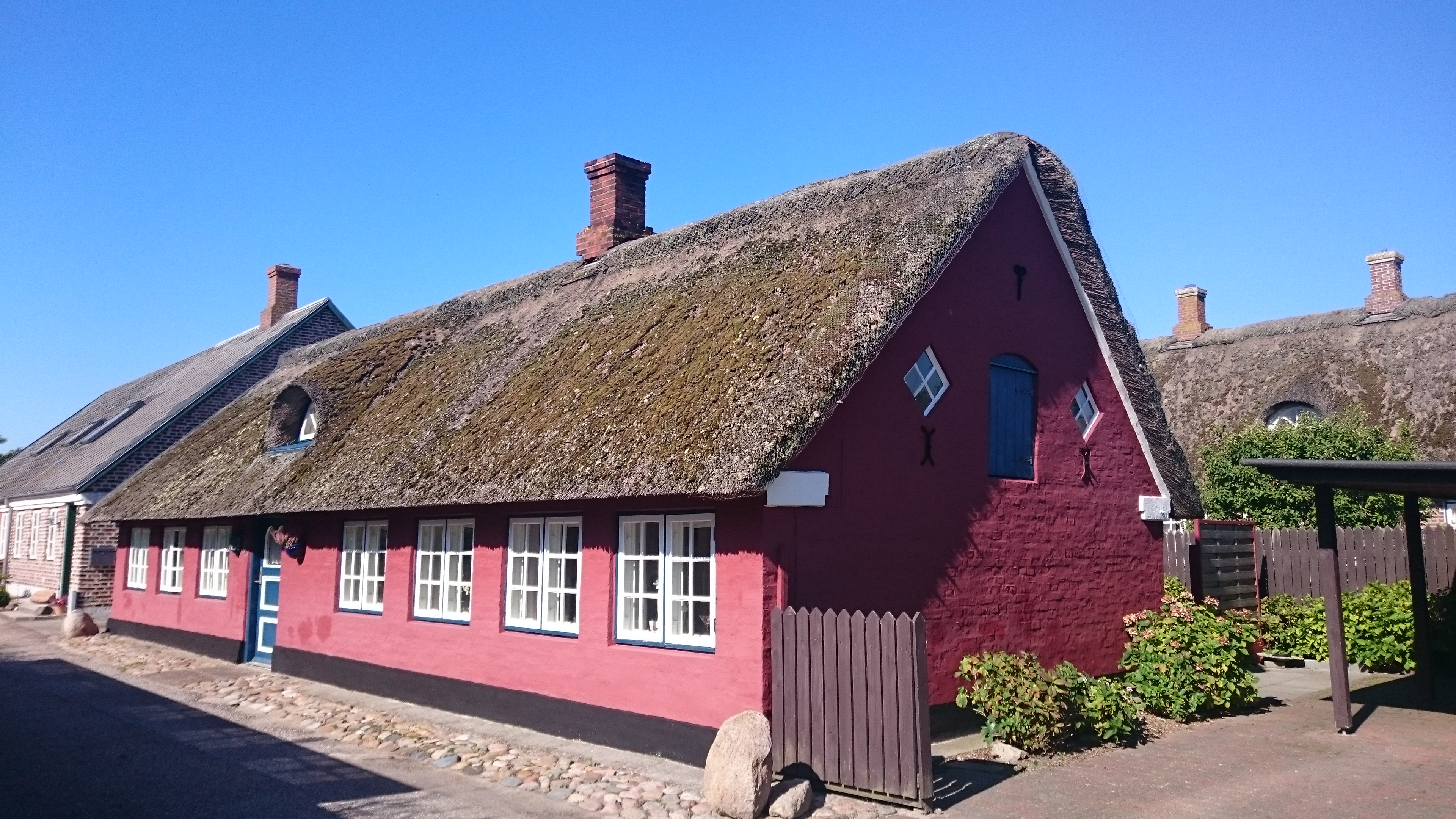
Oud huis te Nordby
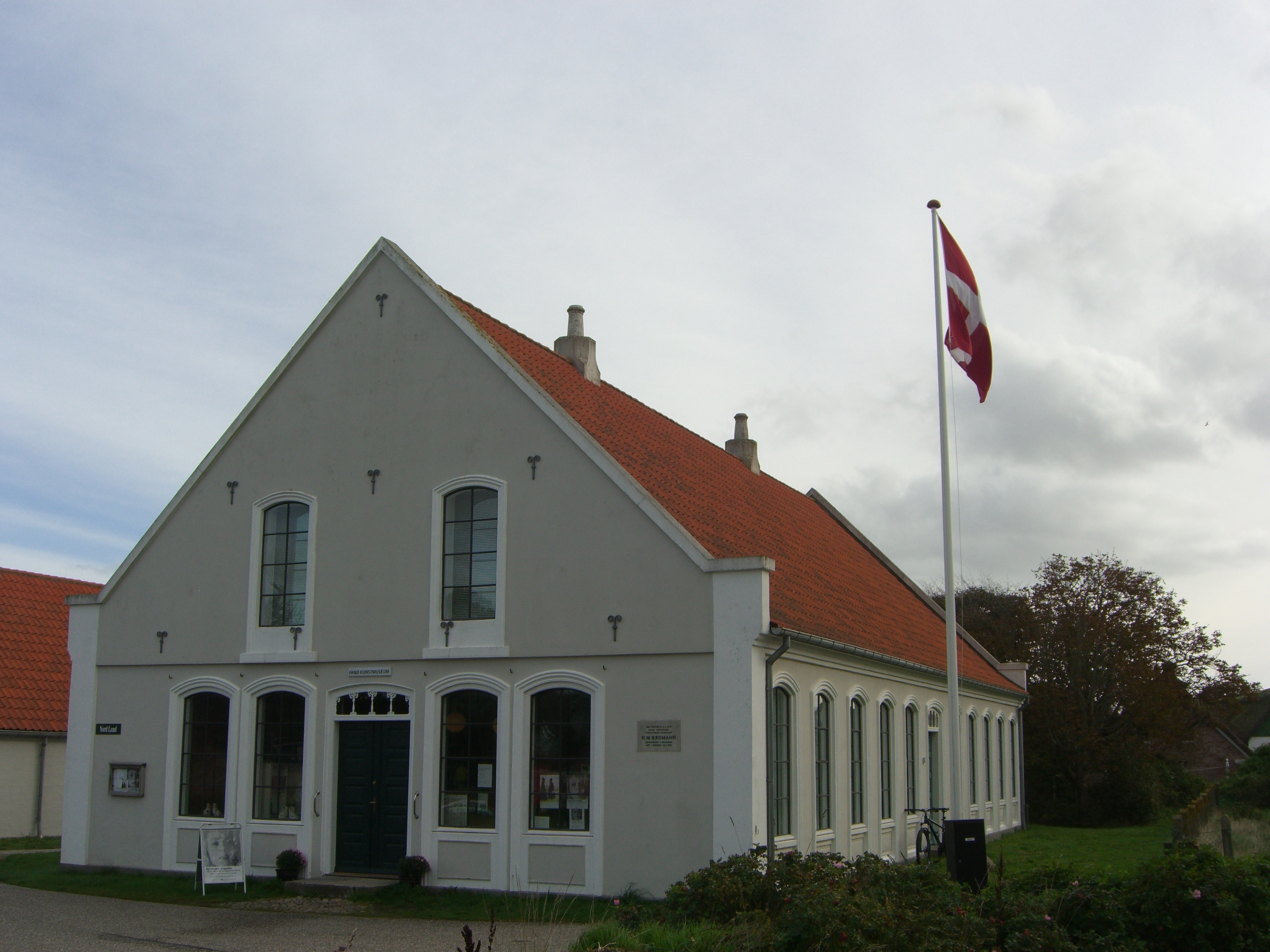
Kunstmuseum Fanø, Sønderho
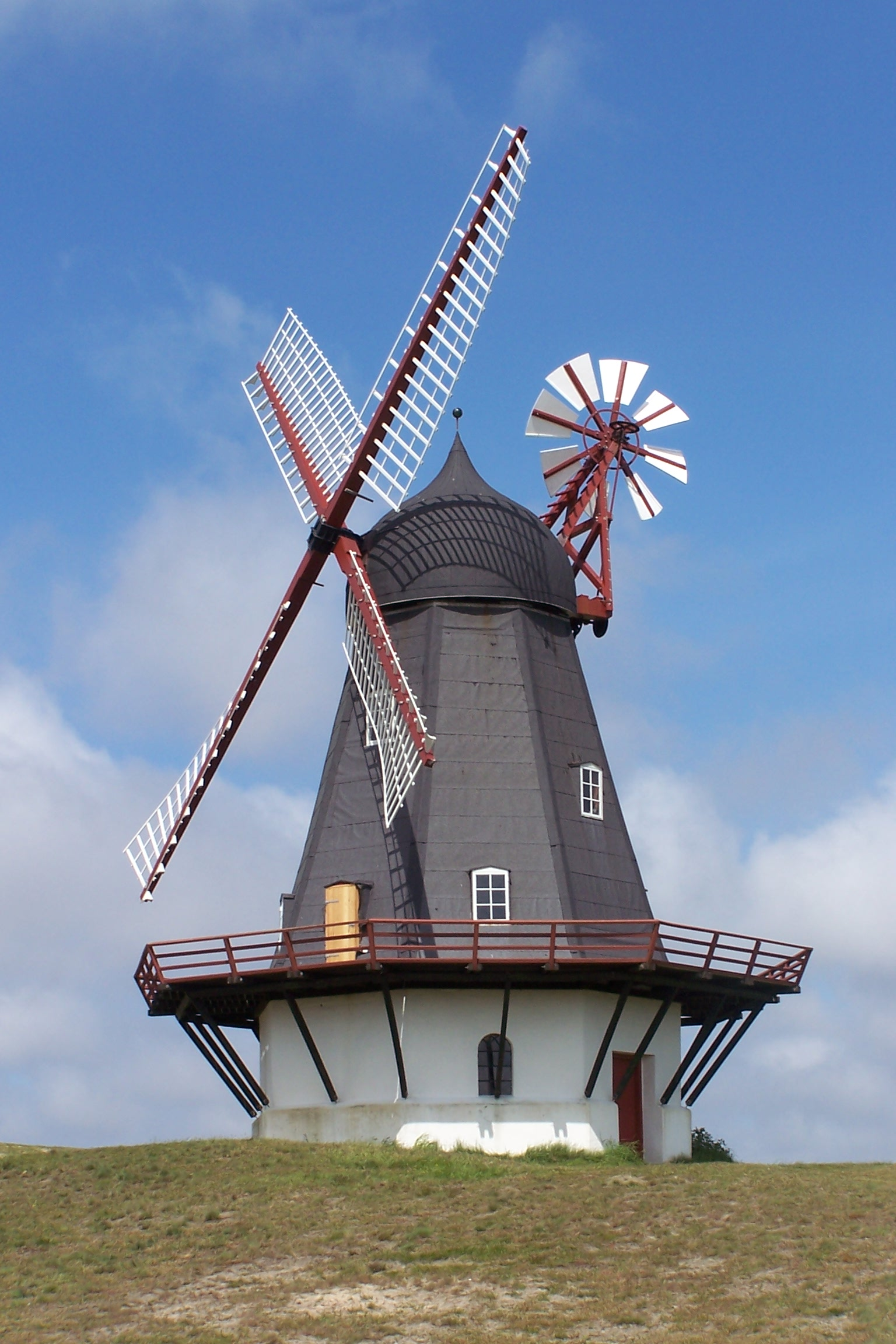
Windmolen in Sønderho
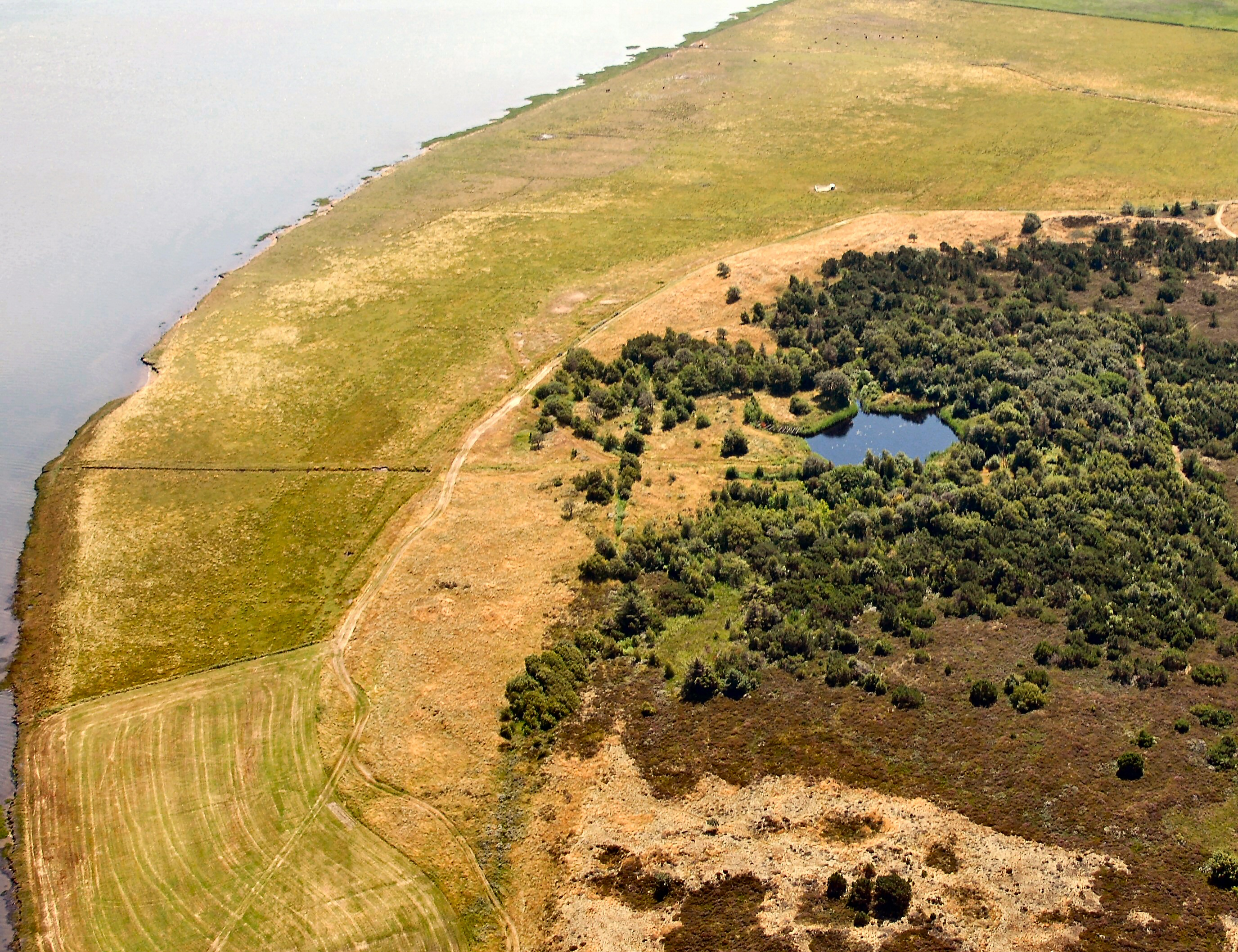
Voormalige eendenkooi bij Sønderho
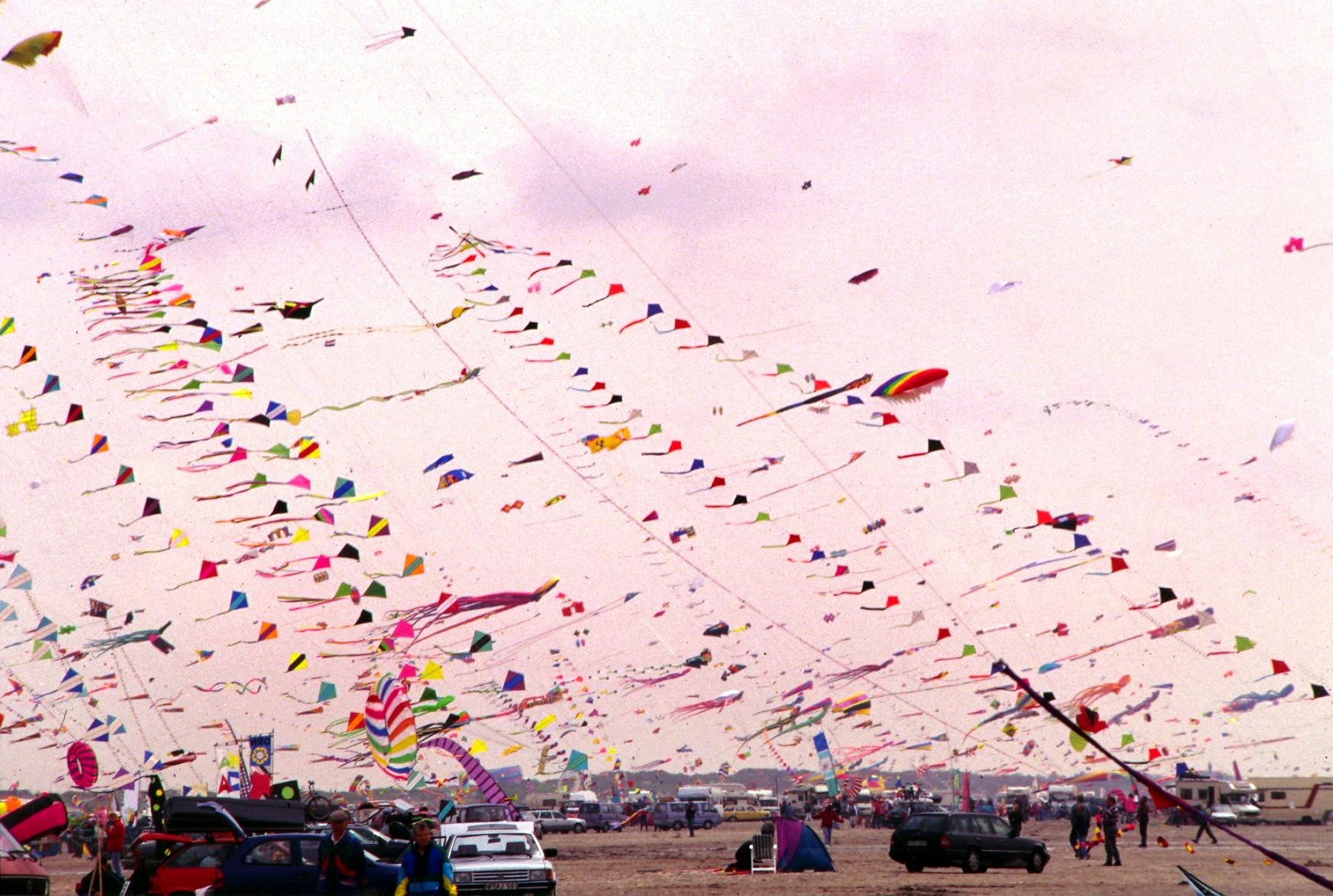
Vliegerfestival op het strand van Fanø

## Bekende personen in relatie tot de gemeente
- Erik Aaes (* 27 april 1899 in Nordby; † 19 maart 1966 in Charlottenlund[3]), decorbouwer, verwierf in Frankrijk faam voor zijn decors bij stomme films van o.a. Jean Renoir